# Răchiteni
Răchiteni est une commune roumaine située dans le județ de Iași.